# Liste der Herrscher namens Rudolf
Rudolf hießen folgende Herrscher:

## Rudolf I.
- Rudolf I. (Böhmen) Kaše, König von Böhmen und Titularkönig von Polen (1306–1307)
- Rudolf I. (Burgund), König von Hochburgund (888–912)
- Rudolf I. (HRR), römisch-deutscher König (1273–1291) und Herzog von Österreich und der Steiermark
- Rudolf I. (Pfalz), der Stammler, Herzog von Bayern und Pfalzgraf (1294–1317)
- Rudolf I. (Sachsen-Wittenberg), Herzog von Sachsen-Wittenberg (1298–1356)
- Rudolf I. (Vermandois) (der Tapfere oder der Einäugige, Raoul I.; * 1085, † 1152), seit 1102 Graf von Valois und Vermandois
- Rudolf I. (Tübingen-Herrenberg) († 1277), Graf von Tübingen in Herrenberg und Vogt von Sindelfingen
- Rudolf I. (Hachberg-Sausenberg), Markgraf von Hachberg-Sausenberg (1306–1312)
- Rudolf I. (Baden), Markgraf von Baden (1243–1288)
- Rudolf I. (Habsburg), Graf von Habsburg († um 1063)
- Rudolf I. (Sulz), Graf von Sulz (um 1350)
- Rudolf I. (Stade), Markgraf von Stade († 1124)
- Rudolf I. (Tübingen) (* ca. 1160; † 1219), der erste Sohn von Pfalzgraf Hugo II. und um 1183 Gründer des Klosters Bebenhausen
- Rudolf I. von Halberstadt († 1149), Bischof von Halberstadt, (1136–1149)

## Rudolf II.
- Rudolf II. (HRR), römisch-deutscher Kaiser (1576–1612)
- Rudolf II. (Burgund), König von Hochburgund (911–937)
- Rudolf II. (Österreich), Herzog von Österreich und der Steiermark, Graf von Habsburg (1282–1290)
- Rudolf II. (Sachsen-Wittenberg), Herzog von Sachsen-Wittenberg (1356–1370)
- Rudolf II., Herzog von Kärnten (1358–1365) ist Herzog Rudolf IV. (Österreich)
- Rudolf II. (Habsburg), der Gütige, Graf von Habsburg (1199–1232)
- Rudolf II. (Tübingen), Pfalzgraf von Tübingen (1224–1247)
- Rudolf II. (Pfalz), Pfalzgraf und Kurfürst (1329–1353)
- Rudolf II. (Hachberg-Sausenberg), Markgraf von Hachberg-Sausenberg (1312–1352)
- Rudolf II. (Baden), Markgraf von Baden (1353–1372)
- Rudolf II. (Sulz), Graf von Sulz (1392–1405)
- Rudolf II. (Vexin) († 943), Graf von Vexin, Amiens und Valois

## Rudolf III.
- Rudolf III. (Burgund), König von Hoch- und Niederburgund (=Arelat) (993–1032)
- Rudolf III., Herzog von Österreich und der Steiermark, Graf von Habsburg (1298–1306), dann Rudolf I. (Böhmen) Kaše
- Rudolf III. (Sachsen-Wittenberg), Herzog von Sachsen-Wittenberg (1388–1419)
- Rudolf III. (Habsburg), der Schweigsame, Graf von Habsburg-Laufenburg († 1249)
- Rudolf III. (Tübingen-Herrenberg) (1276–1316), Graf von Tübingen in Herrenberg
- Rudolf III. (Habsburg-Laufenburg) (1270–1314), Graf von Habsburg-Laufenburg
- Rudolf III. (Hachberg-Sausenberg), Markgraf von Hachberg-Sausenberg (1352–1428)
- Rudolf III. (Baden), Markgraf von Baden (Markgraf von Baden)
- Rudolf III. (Sulz), Graf von Sulz (1405–1431)
- Rudolf III. (Vexin)

## Rudolf IV.
- Rudolf IV. (Österreich), der Stifter, (Erz-)Herzog von Österreich (1358–1365)
- Rudolf IV. Graf von Habsburg (ca. 1240–1273), dann römisch dt. König und Herzog von Österreich Rudolf I. (HRR)
- Rudolf IV. (Habsburg-Laufenburg) (* um 1322; † 1383), Graf von Habsburg-Laufenburg, Landgraf im Sisgau und im Klettgau, sowie Landvogt in Schwaben und Oberelsaß
- Rudolf IV. (Hachberg-Sausenberg), Markgraf von Hachberg-Sausenberg (1441–1487)
- Rudolf IV. (Baden), († 1348), Markgraf von Baden
- Rudolf IV. von Sulz, Graf von Sulz (1431–1487)

## Rudolf V.
- Rudolf V. Erzherzog von Österreich (1552–1612), als römisch-deutscher Kaiser Rudolf II. (HRR)
- Rudolf V. (Sulz), Graf von Sulz (1493–1535)
- Rudolf V. (Baden), Markgraf von Baden († 1361)

## Rudolf VI. / VII. ...
- Rudolf VI. (Baden), (genannt der Lange; † 1372), Markgraf von Baden
- Rudolf VI., Graf von Habsburg (1298–1306) ist König Rudolf I. (Böhmen)
- Rudolf VII. (Baden), († 1391), Markgraf von Baden
- Rudolf VII., Graf von Habsburg (1358–1365) ist (Erz-)Herzog Rudolf IV. (Österreich)
- Rudolf VII. (Sulz), Graf von Sulz (1572–1611)
- Rudolf VIII., Graf von Habsburg (1576–1608) ist Kaiser Rudolf II. (HRR)

## Fürsten ohne Ordnungszahl
- Rudolf von Burgund, westfränkischer König (923–936)
- Rudolf von Rheinfelden, auch Rudolf von Schwaben, dt. Gegenkönig (1077–1080)
- Rudolf von Lothringen, Herzog (1328–1346)
- Rudolf August (Braunschweig-Wolfenbüttel), Herzog von Braunschweig-Wolfenbüttel (1666–1685)
- Rudolf (Anhalt-Zerbst), Fürst von Anhalt-Zerbst (1606–1621)
- Rudolf von Werl (auch Ludolf; * um 982/86, † um 1044), Graf im Groningerland im friesischen Emsland
- Rudolf Christian, ostfriesischer Graf (1625–1628)
- Rudolf Hesso von Baden, Markgraf von Baden

## Bischöfe
- Rudolf I. (Basel), Bischof von Basel (um 870)
- Rudolf II. (Basel) (gest. 917), Bischof von Basel
- Rudolf von Diepholz, Fürstbischof von Osnabrück (1454–1455)
- Rudolf von Dingelstädt, Fürstbischof von Magdeburg (1254–1260)
- Rudolf von und zu Frankenstein, Fürstbischof von Speyer (1552–1560)
- Rudolf von Hoheneck († 1290), Erzbischof von Salzburg
- Rudolf von Homburg († 1122), Bischof in Basel
- Rudolf von Rothweil, Bischof, eigentlich Bischofselekt von Straßburg von 1162 bis 1179
- Rudolf von Nebra († 1359), von 1352 bis 1359 Bischof von Naumburg
- Rudolf von Österreich (1788–1831), Kardinal und Erzbischof von Olmütz
- Rudolf von der Planitz († 1427), von 1411 bis 1427 Bischof von Meißen
- Rudolf von Valpelline († 1273), von 1271 bis 1273 Bischof von Sitten
- Rudolf von Zähringen, Erzbischof von Mainz (1160)
- Rudolf I. (Schwerin) († 1262), von 1249 bis 1262 der römisch-katholische Bischof im Bistum Schwerin
- Rudolf I. von Verden, Bischof von Verden (1189–1205)
- Rudolf II. Rühle, Bischof von Verden (1365–1367)

## Nichtregenten
- Erzherzog Rudolf, Kronprinz von Österreich-Ungarn, (1858–1889)